# 邱小波
邱小波（1963年7月—），享受国务院政府特殊津贴专家，北京师范大学教授。

## 生平
1984年毕业于安徽师范大学生物系，1989年在浙江农业大学/北京农林科学院获硕士学位，1996年于美国南加州大学获博士学位。随后在美国哈佛大学医学院和美国Burnham医学研究所访问研究。2005年回国工作，任中国医学科学院/北京协和医学院教授。2008年入职北京师范大学，任生命科学学院细胞生物学系教授。

## 学术贡献
主要从事蛋白质降解和细胞凋亡的研究。主持国家杰出青年基金项目、国家自然科学基金重点项目和重大研究计划集成项目、国家重点研发计划项目等项目多个，入选“新世纪百千万人才工程”国家级人选。在Cell、Nature Immunology等期刊发表多篇学术论文，其在《细胞》杂志发表的研究论文是北京师范大学首次以第一完成单位和通讯单位在《细胞》杂志发表论文。

## 专著
- 《泛素介导的蛋白质降解》（主编）（2008年，中国协和医科大学出版社）
- 《泛素家族介导的蛋白质降解和细胞自噬》（主编）（2020年，科学出版社）